# Ion Tripșa
Ion Tripșa (ur. 30 marca 1934 w Alba Iulia, zm. w 2001) – rumuński strzelec sportowy, wicemistrz igrzysk olimpijskich w 1964.
Startował w konkurencji pistoletu szybkostrzelnego na 25 metrów. Zdobył w niej srebrny medal na igrzyskach olimpijskich w 1964 w Tokio. Startował również na igrzyskach olimpijskich w 1972 w Monachium, gdzie zajął 25. miejsce.
Dwukrotnie był wicemistrzem świata w konkurencji pistoletu szybkostrzelnego drużynowo: w Wiesbaden w 1966 i w Phoenix w 1970. Indywidualnie zdobył brązowy medal na mistrzostwach Europy w 1965 w Bukareszcie, a na mistrzostwach świata w 1966 w [Wiesbaden zajął 5. miejsce.